# Parlamentswahl in Lesotho 1993
Die Parlamentswahl in Lesotho 1993 fand am 27. März im Königreich Lesotho statt. Gewählt wurde die Nationalversammlung, die den Premierminister und damit die Regierung wählt. Die Verteilung der 65 Mandate wurde nach dem Mehrheitswahlrecht bestimmt.

## Ausgangslage
Lesotho war erst 1993 nach sieben Jahren Militärdiktatur zur Demokratie zurückgekehrt. 1991 war das Verbot politischer Betätigung aufgehoben worden. Die letzte Wahl war 1985 von der damals regierenden Basotho National Party (BNP) angesetzt worden. Nachdem jedoch alle Oppositionsparteien die Teilnahme verweigert hatten, wurden die BNP-Abgeordneten ohne Wahl als gewählt erklärt. Die letzte Wahl war 1970 durchgeführt worden. Damals hatte die Basutoland Congress Party (BCP) unter Ntsu Mokhehle die meisten Stimmen gewonnen, die unterlegene BNP hatte die Wahlen aber annullieren lassen, um die Macht nicht abgeben zu müssen.
Bis zur Wahl 1993 führte Generalmajor Elias Phisoana Ramaema die Regierung; er zog sich nach der Wahl vorläufig aus der Politik zurück. Die BCP trat wie zuletzt 1970 mit Ntsu Mokhehle an. Die BNP unter ihrem Vorsitzenden Evaristus Retšelisitsoe Sekhonyana nahm ebenfalls an der Wahl teil.
736.930 Wahlberechtigte wurden vor den Wahlen registriert.

## Ablauf
Zur Wahl standen Kandidaten von zwölf Parteien sowie Unabhängige. Die Wahl fand am 27. März 1993, einem Sonnabend, in 65 Wahlkreisen statt.

## Ergebnis
532.678 Personen (72,3 % der Wahlberechtigten) nahmen an der Wahl teil. Die BCP gewann dank des Mehrheitswahlrechts alle 65 Sitze. Die BCP erhielt dabei 74,5 % der Stimmen, die BNP 22,6 %, die monarchistische Marematlou Freedom Party (MFP) 1,4 % und sonstige Parteien und Unabhängige 1,3 %.
Die Wahlen wurden von unabhängigen Beobachtern als frei und fair anerkannt. Der hohe Stimmenanteil der BCP wurde von vielen Beobachtern als Reaktion auf die abgebrochene Wahl von 1970 gesehen. Mokhehle wurde bereits am 2. April 1993 vom Parlament als neuer Premierminister gewählt.

## Folgen
Die BNP und andere unterlegene Parteien akzeptierten das Wahlergebnis nicht. Insbesondere monierte die BNP, dass sie keine Abgeordneten stellen konnte. Parteichef Sekhonyana behauptete, dass die Ergebnisse gefälscht worden seien, was man an der „automatenhaften“ Regelmäßigkeit der Stimmergebnisse sehen könne. Eine Klage der BNP gegen die Wahlergebnisse wurde vom High Court zurückgewiesen. Im Januar 1994 kam es zu Meutereien in der Lesotho Defence Force, woraufhin sich im Auftrag von Southern African Development Community (SADC) und Organisation of African Unity (OAU) die Staatsmänner Frederik Willem de Klerk, Nelson Mandela – kurz vor seiner Wahl zum Präsidenten Südafrikas –, Ketumile Masire und Robert Mugabe um Schlichtung bemühten. Im Juli 1994 wurde der stellvertretende Premierminister Selometsi Baholo durch Soldaten ermordet. Im Folgemonat wurde die Mokhehle-Regierung durch Putschisten entmachtet, die der BNP, der Lesotho Defence Force und König Letsie III. nahestanden. Erst nach vier Wochen wurde sie auf Druck von Mandela, Masire und Mugabe wieder eingesetzt. 1997 verließ Mokhehle mit rund zwei Dritteln der Abgeordneten die BCP und gründete den Lesotho Congress for Democracy (LCD).